# Canyon de Monterey
 (novembre 2023).
Si vous disposez d'ouvrages ou d'articles de référence ou si vous connaissez des sites web de qualité traitant du thème abordé ici, merci de compléter l'article en donnant les références utiles à sa vérifiabilité et en les liant à la section « Notes et références ».
Le canyon de Monterey (en anglais : Monterey Canyon) est un canyon sous-marin de la baie de Monterey en Californie.
Sa faune et sa flore sont notamment étudiées par le Monterey Bay Aquarium Research Institute et le Moss Landing Marine Laboratories (en) et protégées dans le cadre de la réserve marine Monterey Bay National Marine Sanctuary (en).
Le canyon de Monterey commence au milieu de la baie de Monterey, et s'étend sur 150 km sous l'océan Pacifique. Sa profondeur atteint par endroits 3 600 m ; sa forme et sa profondeur relative sont du même ordre de grandeur que celles du Grand Canyon.

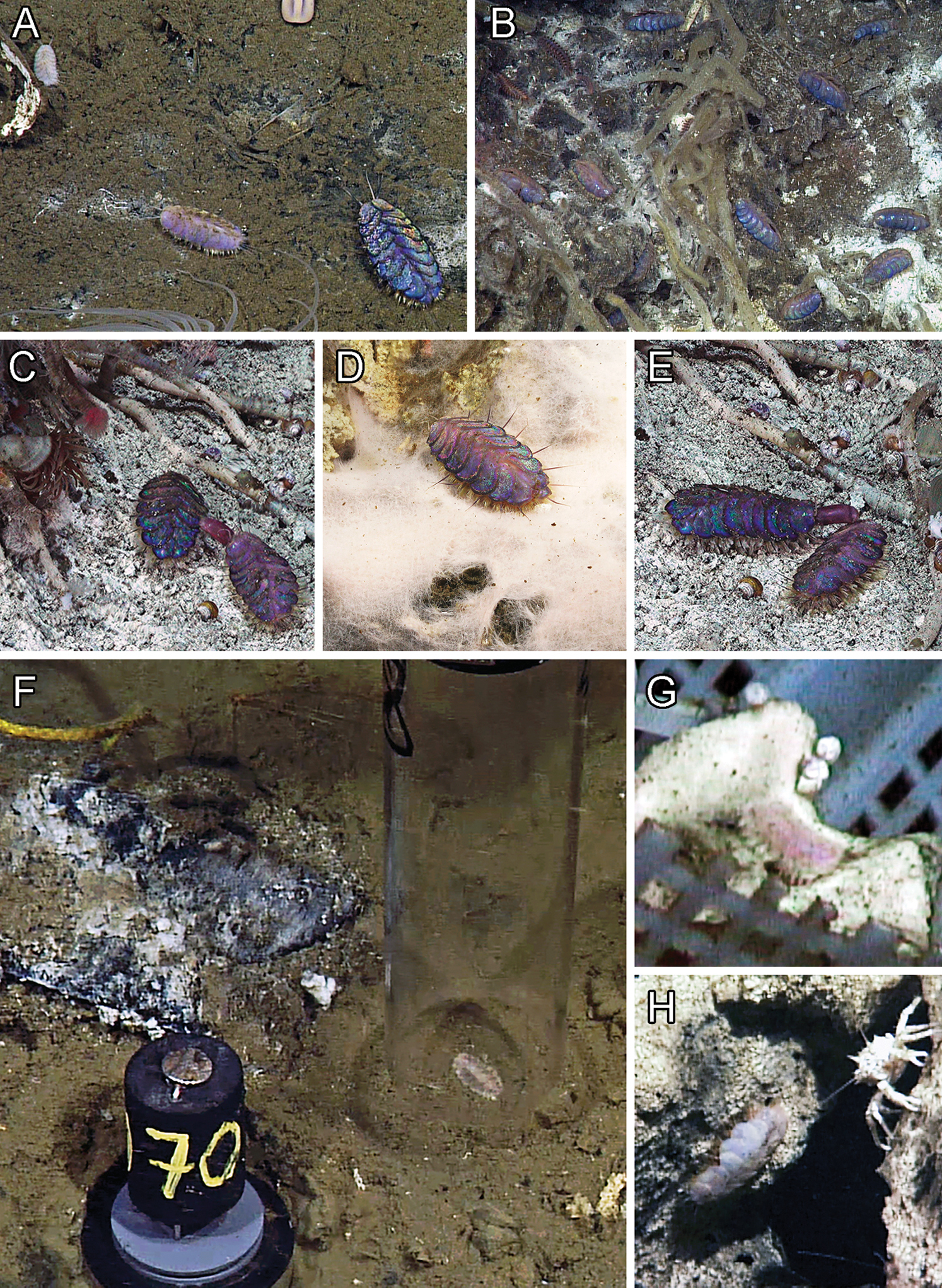
Plusieurs vers Polynoidae observés dans le canyon en 2020.